# Deana Lawson
Deana Lawson, née en 1979 à Rochester (New York), est une artiste et photographe américaine basée à Brooklyn. Son travail tourne principalement autour des questions d'intimité, de la famille, de la spiritualité, de la sexualité et de l'esthétique noire.
Lawson a été reconnue pour sa capacité à communiquer les nuances des expériences afro-américaines en relation avec les facteurs sociaux, politiques et économiques. Son travail fait partie des collections du Centre international de la photographie. Ses photographies ont aussi été exposées dans un certain nombre de musées et de galeries, dont le Museum of Modern Art, le Whitney Museum of American Art et l'Art Institute of Chicago.

## Biographie
Deana Lawson est née en 1979 à Rochester dans l'État de New York,. Elle a obtenu son bachelor en photographie en 2001 à l'université d'État de Pennsylvanie et son master en photographie à l'École de design de Rhode Island en 2004. En ce qui concerne sa deuxième année à l'université d'État de Pennsylvanie, Lawson a déclaré : « J'ai atteint un carrefour précoce - soit j'allais continuer avec un diplôme en commerce, soit j'allais sauter de ce train en marche et devenir artiste. J'ai sauté et je n'ai jamais regardé en arrière ».
Lawson a deux enfants avec son ancien mari, l'artiste Aaron Gilbert (en),.

## Enseignement
Lawson est professeure adjointe de photographie à l'université de Princeton depuis 2012. Elle a également enseigné au California Institute of the Arts, au Centre international de la photographie, au California College of the Arts et à l'École de design de Rhode Island.

## Travail
Lawson attribue son intérêt pour la photographie à des photographes afro-américains comme Carrie Mae Weems et Renée Cox. Au cours de ses études de premier cycle, Lawson a été choquée par le manque de bourses d'études accordées aux photographes de couleur. Cela l'a amenée à en apprendre davantage sur les artistes noirs, comme Lorna Simpson, dont le travail l'a inspirée à poursuivre la photographie comme médium : « Juste pour avoir ce modèle - pour réaliser que non seulement j'aimais faire des photos mais que je pouvais en réalité faire cela, vous le savez, était absolument important pour me réaffirmer en tant qu'artiste ».
Les photographies hautement formalistes de Lawson se distinguent par leur mise en scène méticuleuse, leur composition intime et leur attention aux symboles culturels noirs. Ses photos sont hautement mises en scène, en mettant l'accent sur « les composants étrangement puissants des intérieurs noirs ». Tout en qualifiant ses sujets de « famille », ses mannequins sont le plus souvent des étrangers qu'elle rencontre au hasard dans les espaces publics. Dans une déclaration, Lawson écrit : « Mon travail négocie une connaissance de l'égoïsme à travers une dimension profondément corporelle ; les photographies parlent de la façon dont la sexualité, la violence, la famille et le statut social peuvent être écrits, parfois littéralement, sur le corps ».
En 2011, Jessie Wender du New Yorker décrit les portraits de Lawson comme « intimes et inattendus ». Dans l'interview de Wender avec Lawson, la photographe discute de ses inspirations. Lawson y déclare : « Formellement, les images sont unifiées par une voix de réalisatrice claire. La pose, l'éclairage et l'environnement du sujet sont tous soigneusement pris en compte ».
Lawson a déclaré que son travail le plus difficile ou le plus réussi est The Garden, qui fait référence à la scène de l'Éden dans la peinture de Jérôme Bosch, Le Jardin des délices. En 2014, Lawson se rend en République démocratique du Congo pour chercher des références pour sa vision de l'Éden, et ce voyage l'amène à Gemena, qui devient le cadre de The Garden.
Alors que de nombreuses photographies de Lawson sont prises à New York, elle a également photographié des sujets en Louisiane, en Haïti, en Jamaïque, en Éthiopie et en République démocratique du Congo. Elle a exprimé l'espoir qu'à travers le voyage, son travail puisse refléter la manière dont la culture noire n'est pas confinée par des frontières physiques.
En novembre 2015, Lawson est chargée par Time de photographier les survivants et les familles des victimes de la fusillade de l'église de Charleston.
En 2016, une photographie de Lawson, Binky & Tony Forever, est utilisée comme pochette pour Freetown Sound (en), le troisième album de Devonté Hynes. La photographie est prise dans la chambre de Lawson et représente le jeune amour, en mettant l'accent sur la figure féminine - « le regard féminin, et son espace, et son amour », selon les mots de Lawson.
La photographie à grande échelle de Lawson, Ring Bearer (2016), est présentée à la Whitney Biennial 2017.
Le film Queen and Slim (2019) est inspiré par une photographie de Lawson capturant une représentation intime de l'expérience noire et des intérieurs stylisés de la maison,,. En 2019, Lawson photographie Melina Matsoukas, la réalisatrice du film.

## Récompenses
- Fondation Aaron Siskind, bourse de photographe individuel (2008-2009)[22] ;
- Bourse Guggenheim de la Fondation John-Simon-Guggenheim pour son travail en photographie (2013)[1] ;
- Prix Hugo-Boss (2020)[23].

## Expositions

### Expositions personnelles
- 2014 : Rhona Hoffman Gallery (Chicago), Deana Lawson: Mother Tongue[24] ;
- 2017 : Galerie Rhona Hoffman (Chicago), Deana Lawson[25] ;
- 2018 :
  - Sikkema Jenkins & Co. (New York), New Work[26] ;
  - Carnegie Museum of Art (Pittsburgh), Forum 80: Deana Lawson[27] ;
- 2018-2019 : The Underground Museum (Los Angeles), Deana Lawson: Planes[28] ;
- 2020 : Kunsthalle Basel (Bâle), Deana Lawson: Centropy[29].

### Expositions collectives
- 2013 : Fitzroy Gallery (New York), Secession Secession[30] ;
- 2014 : Rhona Hoffman Gallery (Chicago), Rhona Hoffman Gallery at EXPO CHICAGO[31] ;
- 2015 : Rhona Hoffman Gallery (Chicago), Evoking spirit: contemporary art in dialogue with keeping secrets[32] ;
- 2016 :
  - Rhona Hoffman Gallery (Chicago), Group Exhibition: 40 Years Part 2: Gender. Race. Identity[33] ;
  - Studio Museum in Harlem (New York), Black Cowboy[34] ;
- 2017 : Whitney Museum of American Art (New York), The 2017 Whitney Biennial[35] ;
- 2018 :
  - Gordon Parks Foundation (New York), American Family: Derrick Adams and Deana Lawson[36] ;
  - Rhode Island School of Design Museum (Providence), The Phantom of Liberty[37].